# Aquele Querido Mês de Agosto
Aquele querido mês de agosto (Portugal, 2008) é o segundo filme português de longa-metragem de Miguel Gomes. Híbrido de documentário e ficção, é uma docuficção. Pelo seu conteúdo antropológico, caracteriza-se também como etnoficção.

## História
Co-produção portuguesa e francesa, estreada em Portugal no dia 21 de Agosto de 2008. Foi apresentado em antestreia em Cannes, na Quinzena dos Realizadores, realizada em Maio desse ano.
O nome "Aquele querido mês de Agosto" foi tirado do título da canção "Meu Querido Mês De Agosto" do cantor popular Dino Meira.
O filme foi rodado durante os verões de 2006 e 2007, em aldeias de Arganil, Oliveira do Hospital, Góis e Tábua, durante as festas de Verão. No elenco participam atores não profissionais como Sónia Bandeira, Fábio Oliveira, Joaquim Carvalho, Andreia Santos, Armando Nunes, Manuel Soares, Emmanuelle Fèvre, Paulo Moleiro e Luís Marante. 
O argumento é de Miguel Gomes, de Mariana Ricardo (ex-vocalista dos Pinhead Society) e de Telmo Churro que era o responsável pela montagem e que participou na reescrita do argumento. 
O filme acompanha a banda de baile "Estrelas do Alva" nos palcos e as várias situações amorosas que acontecem entre aquelas personagens nomeadamente o pai, filha e sobrinho. Tudo isto tendo em pano de fundo uma banda sonora feita de canções de música pimba,nomeadamente: "Baile de Verão" (José Malhoa), "Um Amor Com Outro Amor" (Nelo Silva & Cristiana), "A Minha Guitarra" (Tony Carreira), "Meu querido Mês de Agosto" (Dino Meira) e "Morrer de Amor" (José Cid) são as canções interpretadas pela banda. 
A pesquisa e a escolha das canções foi do realizador e de Mariana Ricardo que também fez os arranjos dos cinco temas que a banda toca.
No filme ainda se ouve: "Escravo do Teu Encanto" - Gomape Music, "Som de Cristal" - Diapasão, "Amor, Amor Antigo" - Diapasão, "Sonhos de menino" - Tony Carreira, "Passear Contigo" - Duo broa de Mel, "Eu Quero-te A Ti" - Duo Broa de Mel, "Abraça-me" - Trio Odemira, "Nossa Senhora" /"Tudo Passará" - Karaoke, "A Mãe" - Conjunto Oliveira Muje, "Adeus Amigo" - Tony Carreira. "Tudo O Que Sinto Por Ti" - Diapasão.
O filme foi selecionado para o Festival de Cinema do Rio de Janeiro - Competição Internacional e para o 13.º Festival Internacional de Cine de Valdivia, no Chile, que decorreu entre 3 e 8 de Outubro de 2008, onde foi eleito a melhor longa-metragem internacional e recebeu o prémio internacional da crítica.
Foi ainda o filme candidato de Portugal a uma nomeação para o Óscar de melhor filme estrangeiro tendo contabilizado cerca de 17 mil espectadores em Portugal e venceu o Globo de Ouro.
Foi bem recebido em Cannes: "O filme mais estranho de uma Quinzena radical", escreveu o "Libération"; "Uma grande lufada de ar fresco acaba de atravessar o festival", anunciou o "Monde"; a revista "Cahiers du Cinéma" falou de "milagre") .

## Sinopse
Uma equipa de filmagem filma-se num meio rural do interior beirão de Portugal (Coja, Arganil, Oliveira do Hospital, Góis e Tábua), onde se encontram emigrantes portugueses de férias, visitando a terra natal na época de verão. O ambiente é de festa, de encontros e desencontros ocasionais entre amigos e familiares.
A narrativa é constituída por acções parcelares, em locais diferentes, em sequência não linear, num contexto em que se intromete uma história inventada de amores e «relações sentimentais entre pai, filha e o primo desta, músicos numa banda de baile» do Portugal profundo. Por entre essa animada barafunda, bem típica da ruralidade portuguesa, à mistura com a tal banda, foleira, intromete-se a equipa filmando-se em busca de actores para as filmagens.

## Enquadramento histórico
Em suma: o filme que se faz é a consequência de um que não se fez.
Uma equipa de filmagem encontra-se na região da Beira Serra para fazer um filme de ficção, dispondo de fundos atribuídos pelo ICA. Imponderáveis surgem e, às tantas, o dinheiro esperado não chega. O que resta é insuficiente para cobrir os custos de um projecto exigente, que obriga à remuneração de técnicos, actores e a importantes despesas de estadia. Pára-se com tudo e voltam todos para casa?
Decidem que não, o melhor é dar-lhe a volta por cima. Com o pouco que têm, aguentam e põe-se a filmar aquilo que vêem à sua volta, deixando a ficção na gaveta. Para colmatar a frustração e afogar a tristeza, divertem-se, fazendo puro documentário. Terminada a paródia, regressam a Lisboa.
E agora? Não torcem: retiram o defunto guião da gaveta e escrevinham, enfiando a fantasia que dele resta nas pitorescas realidades trazidas das terras de Arganil, onde voltam para terminar a fita, com mais algum dinheirinho na mão. De novo em Lisboa, esmeram-se na montagem e candidatam-se ao Festival de Cannes cujo júri lhes reconhece a ousadia e selecciona o filme para a adequada secção. Não contentes com isso, chutam a obra para vários continentes, colocando-a em dezenas de festivais e em outros locais onde se estima os atrevimentos do cinema independente.
Moral da história: valeu a pena. Vale sempre a pena quando se trata de erguer a ponta do véu que esconde certos encantos da arte do cinema  . Coisa ignorada por quem se serve do mais venal que ela tem, prostituindo-a como mercadoria. A “pureza” que dela irradia quando o seu rosto se mostra desafectado, em realidade e fantasia, em género ou estilo, há muito que é algo reconhecido. Demonstram isso Robert Flaherty ou Jean Rouch, tal como o demonstram os filmes de certos cineastas pioneiros nas volvidas décadas de sessenta e setenta, como António Reis, António Campos ou Ricardo Costa, que em 1976, não no Portugal profundo mas à beira-mar, fez convergir documentário e ficção, em expressão poética que se conjuga com a paródia, no rosto seco do poeta popular algarvio Manuel Pardal (Mau Tempo, Marés e Mudança, sua primeira docuficção).

## Ficha artística
- Sónia Bandeira
- Fábio Oliveira
- Joaquim Carvalho
- Andreia Santos
- Armando Nunes
- Manuel Soares
- Emmanuelle Fèvre
- Diogo Encarnação
- Bruno Lourenço
- Maria Albarran
- Nuno Mata
- Paulo “Moleiro”
- Acácio Garcia
- Luís Marante

## Festivais
- 40ª Quinzena dos Realizadores, Festival de Cinema de Cannes, França, 2008
- 15º Festival Internacional de Cinema de Valdivia, Chile, 2008: (Melhor Filme Internacional e Prémio da Crítica).[7]
- XVI Festival Caminhos do Cinema Português, Grande Prémio do Festival Cidade de Coimbra.